# 洛西内
洛西内（義大利語：Losine），是意大利布雷西亚省的一个市镇。总面积6平方公里，人口565人，人口密度94.2人/平方公里（2009年）。国家统计（ISTAT）代码为017094。